# Spinnen (Umgangssprache)
Der umgangssprachliche Gebrauch des Verbs „spinnen“ ist pejorativ und lässt sich umschreiben mit: „törichten Gedanken anhängen; wunderliche Gedanken hegen; nicht recht bei Verstand sein“, bzw. mit „grübeln, ausklügeln; phantasieren, überspannt sein, verrückt sein“.

## Etymologie
Die genannte Bedeutung stammt aus verschiedenen Wurzeln. Die Bedeutung von spinnen in seinem umgangssprachlichen und in hochdeutschem Sinne wird als Ableitung von einer gemeinsamen älteren Wortgruppe verstanden, der auch das heutige Verb ›spannen‹ angehört. Diese Gruppe stellt den ältesten Stamm dar, der sich bis ins Althochdeutsche, d. h. bis ins 7. Jahrhundert zurückverfolgen lässt. Es sind sogar indogermanische Bezüge feststellbar, von denen hier nur die altgriechische Bedeutung von ὁ σφῄν (sphen) = „Keil, Span“ genannt sei. Auch das Nomen ›Span‹ zeigt diese Verwandtschaft zum Wortstamm ›spannen‹ an. Das Verb ›spinnen‹ im übertragenen umgangssprachlichen Gebrauch leitet sich zunächst aus dem hochdeutschen handwerklichen Begriff des ›Spinnens‹ von Fäden her, der übertragen so viel besagt wie den „feinen Faden eines Gedankens spinnen“. Wer den zusammenhängenden Text einer Rede überlegt, der bildet auch den fortlaufenden „(roten) Faden des Gedankengangs“. Der Vergleich des Gedankengangs beim Denken mit der Fadenführung beim Spinnen stellt zugleich den Berührungspunkt mit Bedeutungen der genannten ältesten Wortgruppe um den Stamm von ›spannen‹ dar. Der konkrete Bedeutungszusammenhang lässt sich herstellen mit dem „Ausziehen und Dehnen der Fäden, das dem Drehen des Fadens beim Spinnen vorangeht“.
Eine leicht pejorative Bedeutung ist bereits durch die umgangssprachlich seit dem 16. Jh. belegte Variante ›spintisieren‹ feststellbar. Sie lässt sich mit „grübeln, ausklügeln; phantasieren, nachsinnen; nutzlos grübeln; fehldenken“ umschreiben. Beide vorstehend genannte Quellen bezeichnen die Herkunft des Verbs ›spintisieren‹ als unsicher, der Gebrauch wird jedoch seit dem 16. Jh. übereinstimmend belegt. Es lässt sich daher nach dem angeführten „heutigen Sprachgefühl“ nur vermuten, dass hier hinsichtlich der Herkunft ebenfalls ein Zusammenhang besteht mit der indogermanischen und altdeutschen Wortgruppe zum Verb ›spannen‹ und zwar in der rein mechanischen Bedeutung von „sich dehnen, ziehend befestigen“. – Zu diesem Wortstamm zählt jedoch u. a. auch der Begriff ›Gespenst‹. Dieses Wort bedeutet im germanischen Sprachbereich so viel wie „Verlockung, teuflisches Trugbild, Geisteserscheinung“ und könnte daher auch der Ausgangspunkt einer pejorativen psychologischen Bedeutung sein, vgl. a. die als unrealistisch bewertete Vorstellung eines Hirngespinsts. – Eine positive psychologische Bedeutung der Stammwörter um das heutige Verb ›spannen‹ ist im Mittelhochdeutschen belegt im Sinne von „voller Verlangen sein, freudig erregt sein“, vgl. die Bedeutung des heutigen Adjektivs ›spannend‹.

## Sozialgeschichte
Die deutlich pejorative Bedeutung des Verbs ›spinnen‹ leitet sich aus der Sozialgeschichte her. Von alters her war das Spinnen von Wolle, Flachs und Hanf vorwiegend Frauenarbeit. Seit dem 17. Jahrhundert gab es Spinnhäuser, die den Charakter von Strafanstalten hatten. Die in ihnen in Notzeiten häufig verrichteten Zwangsarbeiten färbten daher auf die Tätigkeit des Spinnens und auf die in solchen Anstalten Tätigen selbst ab. Dies lässt sich als Form der Diskriminierung und Stigmatisierung des dort tätigen Personenkreises verstehen. Dort waren Frauen, insbesondere Soldatenfrauen, Kinder, Arme, Bettler, Vagabunden, Asoziale, Unmoralische, besonders Prostituierte, Lustsieche, Waisen, chronisch Kranke, Krüppel, Greise, Homosexuelle, „Ungläubige“, Strafgefangene und Geisteskranke sowie sonstige der Vernunft widersprechende Existenzen eingesperrt. Diesen Personenkreis benannte Karl Marx später – infolge seiner politisch manipulativen Verwendung – als „leichte Infanterie des Kapitals“.